# Мур, Грэм
Грэм Мур (англ. Graham Moore; род. 1981) — американский писатель, сценарист и режиссёр. Лауреат премии «Оскар» (2015).

## Биография
Грэм Мур родился в 1981 году в Чикаго. Мур окончил Laboratory Schools Чикагского университета в 1999 году и получил степень бакалавра искусств по истории религии в Колумбийском университете в 2003 году.
Известность Грэму Муру принёс дебютный роман «Sherlockian» (в русском переводе — «Дневник Шерлока Холмса»), опубликованный в 2010 году.
Началом кинокарьеры стал сценарий одного из эпизодов телесериала «10 причин моей ненависти».
Сценарий Мура по мотивам книги Эндрю Ходжеса «Алан Тьюринг: Энигма» об Алане Тьюринге, английском математике, криптографе, стоявшем у истоков создания компьютера, возглавил ежегодный «Черный список» лучших не запущенных в производство голливудских сценариев 2011 года. Этот сценарий стал основой исторического фильма 2014 года «Игра в имитацию». За создание этого сценария Грэм Мур был награждён премией «Оскар» за лучший адаптированный сценарий.
В 2022 году вышел дебютный фильм Мура как кинорежиссёра — криминальная драма «Костюм».
Живёт в Лос-Анджелесе, Калифорния.